# Вин Санто
Вин Санто (иногда винсанто, от итал. Vin Santo — «святое вино») — традиционное итальянское десертное вино, производимое в Тоскане. Для изготовления используется виноград сортов треббиано и мальвазия, подсушиваемый после сбора в хорошо проветриваемых помещениях. Отдельные образцы Вин Санто имеют региональные категории DOC (Denominazione di Origine Controllata) и IGT (Indicazione geografica tipica).
Принадлежит к категории заизюмленных вин, или пассито. Традиционно виноград выкладывали для сушки на соломенных циновках, из-за чего Вин Санто имело второе наименование — «соломенное вино». В современных условиях грозди чаще развешивают в специализированных промышленных сушильнях. 
Существует множество версий происхождения названия вина. Наиболее достоверная исходит из того, что местное десертное вино активно использовалось при проведении религиозных обрядов, благодаря удобству его хранения в неспециализированных помещениях. Привязка бытового крестьянского календаря к религиозным праздникам предписывало начинать закладку подсушенного винограда для брожения в канун Дня всех святых, а разливать вино в бутылки — накануне Пасхи. 
Это вино с богатой историей было известно в России с XVIII века. Одноимённое вино также производится на греческом острове Санторини. По одной из версий, именно этому острову вино обязано своим названием: вино с острова Санторини, импортируемое венецианцами, маркировалось на бочонках Санто (сокращение от Санторини). По другой версии, название «Санто» происходит от греческого города Ксантоса. 
В остериях это десертное вино часто подаётся с миндальным печеньем — бискотти.